# Gorno Trape
Gorno Trape (bułg. Горно Трапе) – wieś w północnej Bułgarii, w obwodzie Łowecz, w gminie Trojan.